# 漢書

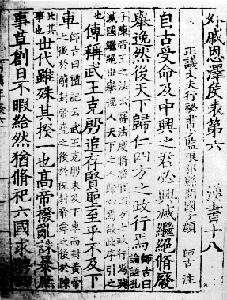
漢書（宋刻本）

『漢書』（かんじょ）は、中国後漢の章帝の時に班固・班昭らによって編纂された前漢のことを記した歴史書。二十四史の一つ。「本紀」12巻・「列伝」70巻・「表」8巻・「志」10巻の計100巻から成る紀伝体で、前漢の成立から王莽政権までについて書かれた。『後漢書』との対比から前漢書ともいう。

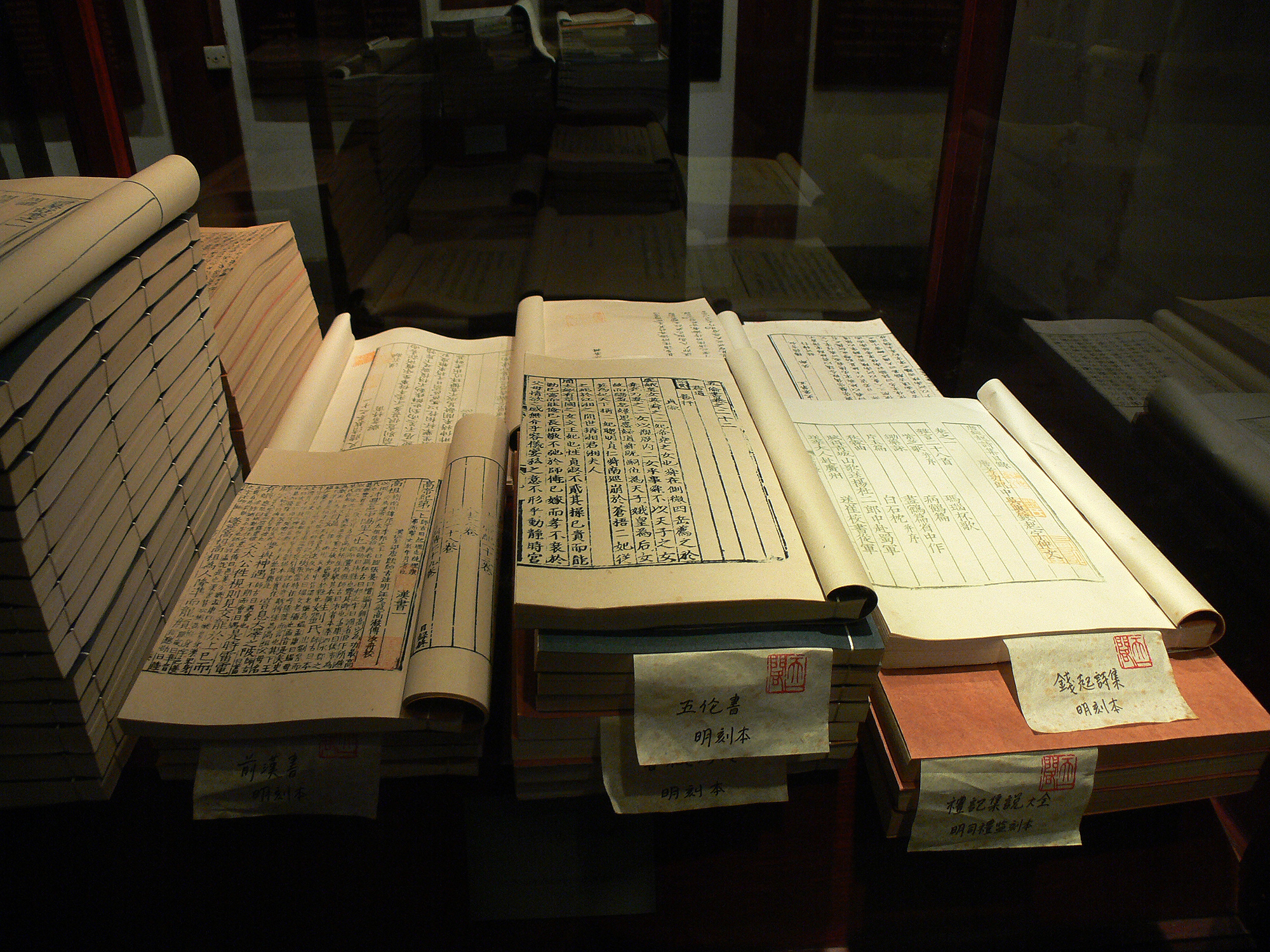
天一閣に保管されている、明の時代の版である漢書

『史記』が通史であるのに対して、漢書は初めて断代史の形式をとった歴史書である。『漢書』の形式は、後の正史編纂の規範となった。
『史記』と並び、二十四史の中の双璧と称えられ、故に元号の出典に多く使われた。『史記』と重なる時期の記述が多いので、比較されることが多い。特徴として、あくまで歴史の記録に重点が多いので、『史記』に比べて物語の記述としては面白みに欠けるが、詔や上奏文をそのまま引用しているため、正確さでは『史記』に勝る。また思想的に、儒教的な観点により統一されている。『史記』と比較すると『漢書』には載道の意識が、やや硬直した形で現れている。

## 成書過程
『漢書』の制作は、班彪（はんひょう）が司馬遷の『史記』を継いで書いた『後伝』に始まる。班彪の子の班固が『史記』と未完の『後伝』を整理補充して『漢書』を制作した。ただし、その八表と天文志は未完であり、和帝のとき、班固の妹の班昭と馬続によって完成された。

## 史記との体裁の違い
- 分野史：「書」を「志」と改める。
- 伝記：「世家」を廃して「列伝」に入れた。
- 年表：「百官公卿表」を創設し、官制の沿革を示した。「古今人表」を著し、太古から漢以前の人物を評価した。

## 内容

### 本紀
1. 高帝紀 - 高祖劉邦
2. 恵帝紀 - 恵帝劉盈
3. 高后紀 - 高后呂雉（前少帝・後少帝劉弘）
4. 文帝紀 - 文帝劉恒
5. 景帝紀 - 景帝劉啓
6. 武帝紀 - 武帝劉徹
7. 昭帝紀 - 昭帝劉弗陵
8. 宣帝紀 - 宣帝劉詢
9. 元帝紀 - 元帝劉奭
10. 成帝紀 - 成帝劉驁
11. 哀帝紀 - 哀帝劉欣
12. 平帝紀 - 平帝劉衎

### 表
1. 異姓諸侯王表 - 劉氏以外の王
2. 諸侯王表
3. 王子侯表
4. 高恵高后文功臣表
5. 景武昭宣元成功臣表
6. 外戚恩沢侯表
7. 百官公卿表
8. 古今人表

### 志
1. 律暦志 - 鄧平らの太初暦・劉歆の三統暦
2. 礼楽志
3. 刑法志
4. 食貨志
5. 郊祀志
6. 天文志
7. 五行志
8. 地理志
9. 溝洫志
10. 芸文志 - 劉向の『別録』、劉歆の『七略』に基づく。

### 列伝
1. 陳勝項羽伝 - 陳勝・項羽
2. 張耳陳余伝 - 張耳・陳余
3. 魏豹田儋韓王信伝 - 魏豹・田儋・韓王信
4. 韓彭英盧呉伝 - 韓信・彭越・英布・盧綰・呉芮
5. 荊燕呉伝 - 荊王劉賈・燕王劉沢・呉王劉濞
6. 楚元王伝 - 楚元王劉交・劉向・劉歆
7. 季布欒布田叔伝 - 季布・欒布・田叔
8. 高五王伝 - 劉肥・劉如意・劉友・劉恢・劉建
9. 蕭何曹参伝 - 蕭何・曹参
10. 張陳王周伝 - 張良・陳平・王陵・周勃
11. 樊酈滕灌傅靳周伝 - 樊噲・酈商・夏侯嬰・灌嬰・傅寛・靳歙・周緤
12. 張周趙任申屠伝 - 張蒼・周昌・趙堯・任敖・申屠嘉
13. 酈陸朱劉叔孫伝 - 酈食其・陸賈・朱建・劉敬・叔孫通
14. 淮南衡山済北王伝 - 淮南厲王劉長・衡山王劉賜・済北貞王劉勃
15. 蒯伍江息夫伝 - 蒯通・伍被・江充・息夫躬
16. 万石直周張伝 - 石奮・衛綰・直不疑・周仁・張欧
17. 文三王伝 - 梁孝王劉武・代孝王劉参・梁懐王劉揖
18. 賈誼伝 - 賈誼
19. 爰盎鼂錯伝 - 袁盎・鼂錯
20. 張馮汲鄭伝 - 張釈之・馮唐・汲黯・鄭当時
21. 賈鄒枚路伝 - 賈山・鄒陽・枚乗・路温舒
22. 竇田灌韓伝 - 竇嬰・田蚡・灌夫・韓安国
23. 景十三王伝 - 河間献王徳・臨江哀王閼・臨江閔王栄・魯恭王余・江都易王非・膠西干王端・趙敬粛王彭祖・中山靖王勝・長沙定王発・広川恵王越・膠東康王寄・清河哀王乗・常山憲王舜
24. 李広蘇建伝 - 李広・蘇建
25. 衛青霍去病伝 - 衛青・霍去病
26. 董仲舒伝 - 董仲舒
27. 司馬相如伝 - 司馬相如
28. 公孫弘卜式児寛伝 - 公孫弘・卜式・倪寛
29. 張湯伝 - 張湯
30. 杜周伝 - 杜周
31. 張騫李広利伝 - 張騫・李広利
32. 司馬遷伝 - 司馬遷
33. 武五子伝 - 戾太子拠・斉懐王閎・燕剌王旦・広陵厲王胥・昌邑哀王髆
34. 厳朱吾丘主父徐厳終王賈伝 厳助・朱買臣・吾丘寿王・主父偃・徐楽・厳安・終軍・王褒・賈捐之
35. 東方朔伝 - 東方朔
36. 公孫劉田王楊蔡陳鄭伝 - 公孫賀・劉屈氂・田千秋・王訢・楊敞・蔡義・陳万年・鄭弘
37. 楊胡朱梅伝 - 楊王孫・胡建・朱雲・梅福
38. 霍光金日磾伝 - 霍光・金日磾
39. 趙充国辛慶忌伝 - 趙充国・辛慶忌
40. 傅常鄭甘陳段伝 - 傅介子・常恵・鄭吉・甘延寿・陳湯・段会宗
41. 雋疏于薛平彭伝 - 雋不疑・疏広・于定国・薛広徳・平当・彭宣
42. 王貢両龔鮑伝 - 王吉・貢禹・龔勝・龔舎・鮑宣
43. 韋賢伝 - 韋賢
44. 魏相丙吉伝 - 魏相・丙吉
45. 眭両夏侯京翼李伝 - 眭弘・夏侯始昌・夏侯勝・京房・翼奉・李尋
46. 趙尹韓張両王伝 - 趙広漢・尹翁帰・韓延寿・張敞・王尊・王章
47. 蓋諸葛劉鄭孫毋将何伝 - 蓋寛饒・諸葛豊・劉輔・鄭崇・孫宝・毋将隆・何並
48. 蕭望之伝 - 蕭望之
49. 馮奉世伝 - 馮奉世
50. 宣元六王伝 - 淮陽憲王欽・楚孝王囂・東平思王宇・中山哀王竟・定陶共王康・中山孝王興
51. 匡張孔馬伝 - 匡衡・張禹・孔光・馬宮
52. 王商史丹傅喜伝 - 王商・史丹・傅喜
53. 薛宣朱博伝 - 薛宣・朱博
54. 翟方進伝 - 翟方進
55. 谷永杜鄴伝 - 谷永・杜鄴
56. 何武王嘉師丹伝 - 何武・王嘉・師丹
57. 揚雄伝 - 揚雄
58. 儒林伝 - 丁寛・施讎・孟喜・梁丘賀・京房・費直・高相・伏生・欧陽生・林尊・夏侯勝・周堪・張山拊・孔安国・申公・王式・轅固・后蒼・韓嬰・趙子・毛公・徐生・孟卿・胡毋生・厳彭祖・顔安楽・瑕丘江公・房鳳
59. 循吏伝 - 文翁・王成・黄覇・朱邑・龔遂・召信臣
60. 酷吏伝 - 郅都・寧成・周陽由・趙禹・義縦・王温舒・尹斉・楊僕・減宣・田広明・田延年・厳延年・尹賞
61. 貨殖伝 - 范蠡・子贛・白圭・猗頓・烏氏蠃・巴寡婦清・蜀卓氏・程鄭・宛孔氏・丙氏・刀間・師史・宣曲任氏
62. 游侠伝 - 朱家・劇孟・郭解・萭章・楼護・陳遵・原渉
63. 佞幸伝 - 鄧通・趙談・韓嫣・李延年・石顕・淳于長・董賢
64. 匈奴伝 - 匈奴
65. 西南夷両粤朝鮮伝 - 南越・衛氏朝鮮
66. 西域伝 - 西域
67. 外戚伝 - 外戚
68. 元后伝 - 王政君
69. 王莽伝 - 王莽
70. 叙伝 - 班家の歴史・班固の序文